# El derecho a leer
El derecho a leer es el título en castellano del cuento "The right to read", escrito por Richard Stallman en 1996. En él, el autor ofrece su visión del posible curso de los acontecimientos en un futuro cercano, de persistir las actuales políticas sobre propiedad intelectual, patentes de software y otras temas relacionados con el software libre.
Apareció en la edición de febrero de 1997 de "Communications of ACM" y más recientemente en el libro "Free Software, Free Society: The Selected Essays of Richard M. Stallman" (ISBN 1-882114-98-1)
Comienza declarándose como una parte de una colección de artículos llamada "From The Road To Tycho", pero esta colección es ficticia. Este artículo es independiente y no pertenece a ninguna colección.